# Elecciones municipales de Rancagua de 1992
Las elecciones municipales en Rancagua de 1992 tuvieron lugar el domingo 28 de junio de dicho año.

## Sistema electoral
En estos comicios, el sistema electoral correspondía a un sistema proporcional por listas, esto es, cada alianza política podía llevar un máximo de 8 candidatos, la más alta mayoría de todos los candidatos era el alcalde electo. Los 7 concejales eran electos a través de una cifra repartidora de votos. 
De esta forma, todos eran candidatos a alcalde y los que no lograban ganar, optaban, de acuerdo a la cifra repartidora, a ser concejal. Sin embargo, cada pacto tenía contemplado un candidato a alcalde, en quien gastaban mayores recursos que en el resto, para potenciar la posibilidad de concentrar la votación en uno de ellos y poder "arrastrar" a otros como concejal.

## Candidaturas

### Participación y Progreso
El pacto Participación y Progreso conformada por los partidos Renovación Nacional y la Unión Demócrata Independiente, determinaron llevar como candidato al alcalde en ejercicio, que fue instalado en la municipalidad por la dictadura militar en 1988, Rodolfo Cortés Ferrada (RN), seguido de los candidatos a concejal: Gloria Vitoria Ruiz (RN), Pedro Hernández Garrido (RN), Fernando Lisboa Cabello (RN), Mario Sanfuentes Zaldívar (RN), Héctor Cortés Rodríguez (UDI), Rosa Escobar Díaz (UDI) y Gladys Gaete Meza (UDI).

### Concertación por la Democracia
La Concertación, formada por la Democracia Cristiana, el Partido Socialista, el Partido por la Democracia y el Partido Radical, llevaron 8 candidatos, entre ellos Esteban Valenzuela Van Treek (PPD), quien era el potenciado a alcalde. 
Los otros candidatos fueron: Daniel Silva Martínez (PPD), Enrique Leyton Sánchez (PS), Claudia Aretio Urbina (PS), Alex Anich Allel (PR), Carlos Arellano Baeza (PDC), Mateo Mihailovic Kovacic (PDC) y Ricardo Tudela Barraza (PDC).

### Partido Comunista
El Partido Comunista llevó una lista única de candidatos. Para alcalde la propuesta era Carlos Poblete Ávila, mientras que para el concejo municipal las opciones fueron: Patricio Muñoz Rodríguez, Francisco Aguilera Valenzuela, María Recabarren Cavieres y Rodemil Aranda Flores.

### Unión de Centro Centro
La recién formada Unión de Centro Centro, colectividad fundada en torno a la figura del excandidato presidencial independiente, Francisco Javier Errázuriz Talavera, tuvieron su lista de candidatos única. No potenciaron ningún candidato a alcalde, pero Luis Cortéz Silva logró la más alta votación de la lista. Los otros candidatos al concejo municipal fueron: José Brito Magna, Víctor Azúa Pinochet, Hernán Chávez Palma, Sixto Puentes Valenzuela, Claudio Gazmuri Stuardo, Manuel Delgado Lara y Óscar Peña Fuenzalida.

## Resultados
De acuerdo al orden de la papeleta electoral:
     Concejal electo.
     Alcalde electo.
|  | 11,33 % |

|  | 9,38 % |

|  | 4,06 % |

|  | 8,39 % |

|  | 2,84 % |

|  | 6,06 % |

|  | 14,21 % |

|  | 2,76 % |

|  | 2,53 % |

|  | 1,27 % |

|  | 0,99 % |

|  | 0,42 % |

|  | 0,88 % |

|  | 13,23 % |

|  | 3,78 % |

|  | 2,67 % |

|  | 0,86 % |

|  | 0,64 % |

|  | 3,12 % |

|  | 0,82 % |

|  | 0,44 % |

|  | 1,28 % |

|  | 2,28 % |

|  | 1,14 % |

|  | 0,85 % |

|  | 0,58 % |

|  | 0,56 % |

|  | 1,67 % |

|  | 0,94 % |